# Goniochernes vachoni
Espèce
Goniochernes vachoni est une espèce de pseudoscorpions de la famille des Chernetidae.

## Distribution
Cette espèce est endémique de la province du Borkou au Tchad. Elle se rencontre sur l'Emi Koussi.

## Étymologie
Cette espèce est nommée en l'honneur de Max Vachon.

## Publication originale
- Heurtault, 1970 : Pseudoscorpions du Tibesti (Tchad). III. Miratemnidae et Chernetidae. Bulletin du Muséum National d'Histoire Naturelle, Paris sér. 2, vol. 42, p. 192-200.